# Wadgaon Road
Wadgaon Road es una ciudad censal situada en el distrito de Yavatmal en el estado de Maharashtra (India). Su población es de 40884 habitantes (2011). Se encuentra a 3 km de Yavatmal y 148 km de Nagpur.

## Demografía
Según el censo de 2011 la población de Wadgaon Road era de 40884 habitantes, de los cuales 20923 eran hombres y 19961 eran mujeres. Wadgaon Road tiene una tasa media de alfabetización del 94,98%, superior a la media estatal del 82,34%: la alfabetización masculina es del 97,18%, y la alfabetización femenina del 92,68%.